# Valerij Ivanovič Inkižinov
Valerij Ivanovič Inkižinov (Irkutsk, 25 marzo 1895 – Brunoy, 26 settembre 1973) è stato un attore e regista sovietico.

## Filmografia parziale

### Attore

#### Cinema
- Tempeste sull'Asia (Potomok Chingis-Khana), regia di Vsevolod Illarionovič Pudovkin (1928)
- Il delitto della villa (La tête d'un homme), regia di Julien Duvivier (1933)
- La battaglia (La bataille), regia di Nicolas Farkas e Viktor Turžanskij (1933)
- Il dramma di Shanghai (Le drame de Shanghaï), regia di Georg Wilhelm Pabst (1938)
- La figlia di Mata Hari, regia di Renzo Merusi e Carmine Gallone (1954)
- Michele Strogoff (Michel Strogoff), regia di Carmine Gallone (1956)
- La tigre di Eschnapur (Der Tiger von Eschnapur), regia di Fritz Lang (1959)
- Il sepolcro indiano (Das indische Grabmal), regia di Fritz Lang (1959)
- Il mistero dei tre continenti (Herrin der Welt), regia di William Dieterle (1960)
- Journey to the Lost City, regia di Fritz Lang (1960)
- Maciste alla corte del Gran Khan, regia di Riccardo Freda (1961)
- Il trionfo di Michele Strogoff (Le triomphe de Michel Strogoff), regia di Viktor Turžanskij (1961)
- L'uomo di Hong Kong (Les tribulations d'un Chinois en Chine), regia di Philippe de Broca (1965)
- OSS 117 a Tokyo si muore (Atout coeur à Tokyo pour OSS 117), regia di Michel Boisrond (1966)
- I tre avventurieri (Les aventuriers), regia di Robert Enrico (1967)
- La bionda di Pechino (La blonde de Pékin), regia di Nicolas Gessner (1967)
- Le pistolere (Les pétroleuses), regia di Christian-Jaque (1971)

#### Televisione
- I cavalieri del cielo (Les chevaliers du ciel) – serie TV, 17 episodi (1967-1968)

### Regista
- Vor (1927)
- Kometa (1929)